# Charles Sanders Peirce
Charles Sanders Peirce (Cambridge, 10 settembre 1839 – Milford, 19 aprile 1914) è stato un matematico, filosofo e semiologo statunitense.
Conosciuto per i suoi contributi alla logica e all'epistemologia, Peirce è stato un importante studioso, considerato fondatore del pragmatismo e uno dei padri della moderna semiotica (o teoria del segno, inteso come atto di comunicazione). 
Negli ultimi decenni il suo pensiero è stato fortemente rivalutato, fino a porlo tra i principali innovatori in molti campi, specialmente nella metodologia della ricerca e nella filosofia della scienza.

## Biografia
Figlio di Benjamin, noto matematico dell'Università di Harvard al quale deve la formazione logico-matematica, dopo aver studiato alla Harvard per due anni, Peirce dal 1861 lavorò per lo U.S. Coast and Geodetic Survey. In questi anni subì, per sua stessa ammissione, l'influsso del movimento trascendentalista e specialmente di Emerson nonché quello di Kant e dell’estetica di Schiller.
Cercò di ottenere una cattedra universitaria di logica ma riuscì ad avere solo incarichi provvisori; tra il 1864 e il 1884, tenne corsi di logica presso la Johns Hopkins University di Baltimora, il Lowell Institute di Boston e la stessa Università di Harvard.
Di grande importanza sono i suoi scritti di logica, nei quali Peirce sviluppa i temi della corrente algebrista di George Boole con un originale calcolo delle relazioni, basando le sue ricerche sugli sviluppi dell'algebra booleana e di Augustus De Morgan.
Nel 1891, ricevuta una piccola eredità, si ritirò a Milford dove trascorse in isolamento e povertà gli ultimi anni della sua vita lasciando numerosi manoscritti importanti per molti settori della filosofia e della matematica.
In alcuni dei suoi scritti degli anni ‘70 viene gettata la base della corrente filosofica del pragmatismo. Molti anni più tardi, Peirce denominò pragmaticismo la sua visione di questa filosofia.
Egli infatti voleva distinguersi da William James, che accusava di aver impoverito il pragmatismo con l'esclusione dal suo fondamento logico-semiotico, considerato la parte fondamentale di una teoria della conoscenza.
I suoi scritti sono raccolti in otto volumi (The Collected Papers of Ch.S. Peirce), vol. 1–6 (1931–1935), vol. 7–8 (1958).
Una nuova edizione, in ordine cronologico, è in corso di pubblicazione a cura del Peirce Edition Project.

## Teoria
Peirce si dedicò per molti anni all'indagine filosofica intorno ai temi riguardanti in particolar modo gli aspetti logici dell'epistemologia, ovvero della filosofia della scienza, segnalando e approfondendo il metodo abduttivo, il metodo razionale per formulare delle ipotesi, che si definisce come il passaggio dal conseguente all’antecedente (vietato nella logica deduttiva).
Secondo l'autore, il valore conoscitivo delle ipotesi che vengono formulate dipende dal grado di predizione che esse dimostrano; perciò il valore di una ipotesi teorica è dato dalla possibilità o meno che essa fornisca previsioni riguardo al dato fenomeno.
In Italia il pragmatismo, o pragmaticismo, di Peirce diede un grande contributo alla ridefinizione dello spazio concesso alla conoscenza scientifica, fondandolo su una concezione epistemologica che si opponeva sia al determinismo positivista sia al neoidealismo antiscientifico nato con Croce, che caratterizzavano l'Italia all'inizio del XX secolo.
Peirce evidenziò la natura probabilistica di tutti i procedimenti scientifici, che come tali devono avvalersi delle tecniche di campionamento. Secondo l'autore, nel mondo non esiste alcuna necessità, e anzi il mondo è immerso nel dominio del caso, concezione che Peirce denominò tichismo.
Una delle più importanti asserzioni filosofiche di Peirce fu la definizione della credenza come ultimo fine di ogni indagine; l'autore rintracciò alcuni metodi atti all'inquadramento della credenza: quello della tenacia, quello dell'autorità e quello metafisico. Ma tutti questi metodi contengono il difetto intrinseco di non poter essere dichiarati falsi; quindi solo il metodo scientifico può accogliere la correzione e perciò accetta la sua fallibilità.
Il fallibilismo fu un elemento prioritario del pensiero di Peirce, anticipando la critica di Karl Popper al giustificazionismo, allo stesso modo del concetto dell'evoluzione, tipico della sua epoca.

## Segno, interpretante, oggetto
Nell'ambito della semiotica elaborò una teoria riguardante qualsiasi processo di significazione, o semiosi. In questo contesto Peirce utilizzò il termine traduzione riferendosi al processo tramite cui è possibile ricavare significato da un segno. Tale processo si basa sulla relazione fra tre elementi: segno, oggetto e interpretante. 

### Segno
Può essere qualsiasi cosa susciti un'interpretazione: un'immagine, un rumore, una melodia, un gesto, un sogno. Affinché un elemento funga effettivamente da segno deve essere percepito come tale ed entrare in relazione con un oggetto producendo nella mente del soggetto una rappresentazione mentale che stabilisce la relazione tra quel segno e quell'oggetto. Nel caso dei codici naturali, le lingue, i segni sono le parole, le lettere, le frasi. (Se con lettere si intendono i fonemi, questi non sono considerati segni, perché non sono portatori di un significato proprio. Affinché un'unità possa essere ritenuta come un segno essa deve possedere sia un significante che un significato).

### Interpretante
È una porzione di materiale mentale, un'idea o un pensiero, che interpreta il segno e lo collega all'oggetto. L'interpretante è soggettivo e incostante. Un segno non produce sempre lo stesso interpretante. Sicuramente due individui differenti avranno di uno stesso segno due interpretanti diversi, ma anche uno stesso individuo che incorre in un segno due volte, a distanza di tempo l'una dall'altra, potrebbe produrre due interpretanti diversi.
Bisogna fare attenzione a non considerare l'interpretante come una persona che interpreta. La parola interpretante è una sorta di abbreviazione per segno interpretante, si tratta quindi di un segno mentale, mentre è l'interprete la persona che interpreta.

### Oggetto
Ciò a cui rimanda il segno attraverso l'interpretante. Esiste a prescindere dal segno ma è conoscibile solo per mezzo del segno. Può essere percepibile o immaginabile. Si tratta del significato che una persona attribuisce a un segno.
Queste osservazioni di Peirce sono di enorme portata per la scienza della traduzione.

### Traduzioni in italiano
- Caso amore e logica (con introduzione di Morris R. Cohen e un saggio supplementare sul pragmatismo di Peirce di John Dewey; traduzione di N. e M. Abbagnano), Taylor, Torino 1956 (edizione originale americana 1923)
- Pragmatismo e pragmaticismo. Saggi scelti (traduzione, introduzione, commento di G. Gilardoni), Liviana, Padova 1966 (scelta da Values in a universe of chance, Stanford University Press, Stanford 1958)
- Come rendere chiare le nostre idee (a cura di Dario Antiseri), Minerva Italica, Bergamo 1970, poi La Scuola, Brescia 2012; nuova ed. Torino-Novara, UTET-De Agostini 2014 (quest'ultima da Scritti scelti, a cura di Giovanni Maddalena; edizione originale americana 1878).
- Scienza e pragmatismo (scelta, traduzione e commento di Piero Bairati), Paravia, Torino 1972
- Antologia dagli scritti di C. S. Peirce (a cura di Nynfa Bosco), Giappichelli, Torino 1977 (volume 2 di N. Bosco, Dalla scienza alla metafisica, ivi)
- Scritti di filosofia (introduzione di William J. Callaghan; traduzione di Luciano M. Leone), Cappelli, Bologna 1978, poi Fabbri, Milano 1997
- Semiotica (a cura di Massimo A. Bonfantini, Letizia Grassi, Roberto Grazia), Einaudi, Torino 1980
- Scritti di logica (a cura di Charles Hartshorne e Paul Weiss; scelta e traduzione di Aurelia Monti dai volumi 2-4 dei Collected Papers, Belknap Press, Cambridge (Mass.) 1960; introduzione di Corrado Mangione), La Nuova Italia, Firenze 1981
- La logica degli eventi (introduzione e traduzione di Rossella Fabbrichesi Leo; presentazione di Carlo Sini), Spirali, Milano, 1989
- Categorie, a cura di Rossella Fabbrichesi Leo, Laterza, Roma-Bari, 1992
- Che cos'è il pragmatismo (con William James; a cura di Fulvia Vimercati; presentazione di Carlo Sini), Jaca Book, Milano 2000
- Pragmatismo e oltre (introduzione, traduzione e apparati di Giovanni Maddalena), Bompiani, Milano 2000
- Le leggi dell'ipotesi. Antologia dai Collected Papers (testi scelti e introdotti da Massimo A. Bonfantini, Roberto Grazia, Giampaolo Proni con la collaborazione di Mauro Ferraresi), Bompiani, Milano 2002
- Opere (a cura di Massimo A. Bonfantini, con la collaborazione di Giampaolo Proni), Bompiani, Milano 2003 (edizione con testo originale a fronte)
- Scritti scelti (a cura di Giovanni Maddalena), UTET, Torino, 2008, poi in Peirce (a cura di Giovanni Maddalena), Mondadori, Milano 2009
- Esperienza e percezione: percorsi nella Fenomenologia (a cura di M. Luisi), Edizioni ETS, Pisa 2009
- Alle origini del pragmatismo. Corrispondenza tra C. S. Peirce e W. James (a cura di M. Annoni e Giovanni Maddalena), Aragno, Torino 2011

### Studi in italiano
- Nicola Abbagnano, Storia della filosofia (dallo spiritualismo all'esistenzialismo), Utet, Torino 1995
- Umberto Eco e Thomas Albert Sebeok, Il segno dei tre - Holmes, Dupin, Peirce, Bompiani, Milano 1983
- Emanuele Fadda, Peirce, Carocci, Roma 2013 («Pensatori», 33), ISBN 978-88-430-6939-2
- Rossella Fabbrichesi Leo, Sulle tracce del segno. Semiotica, faneroscopia e cosmologia nel pensiero di Charles Sanders Peirce, La Nuova Italia, Firenze 1986
  - Introduzione a Peirce, Laterza, Roma-Bari 1993
- Armando Fumagalli, Il reale nel linguaggio. Indicalità e realismo nella semiotica di Peirce, Vita & Pensiero, Milano 1995
- Giovanni Maddalena, Metafisica per assurdo. Peirce e i problemi dell'epistemologia contemporanea, Rubbettino, Soveria Mannelli 2009
- Giovanni Maddalena, Peirce, La Scuola, Brescia 2015.
- Susanna Marietti, Icona e diagramma. Il Segno Matematico in Charles Sanders Peirce, LED Edizioni Universitarie, Milano 2001, ISBN 88-7916-163-6
- Giampaolo Proni, Introduzione a Peirce, Bompiani, Milano 1990
- Roberto Rampi, L'ornitorinco. Umberto Eco, Peirce e la conoscenza congetturale, M & B Publishing, Milano 2005, ISBN 88-7451-065-9
- Carlo Sini, Il pragmatismo americano, Laterza, Bari 1972